# リンドラー触媒
リンドラー触媒（りんどらーしょくばい、Lindlar's catalyst）とは、触媒作用を減弱させた不均一系パラジウム触媒である。触媒作用を減弱させるために触媒毒となる物質を添加する事を「触媒を被毒する」と言い表す。
リンドラー触媒は狭義には炭酸カルシウムに担持したパラジウムを酢酸鉛(II)で被毒したものを指すが、担体自体が被毒性を持つ炭酸バリウムにパラジウム、プラチナ、ニッケルなどを担持させた不均一系触媒も広義にはリンドラー触媒と呼ばれる。
アルキンに対する不均一系触媒による接触水素化反応は、水素が同じ側から付加するsyn付加の為、得られるアルケンはZ体(シス体)となる。しかし生成したアルケンも接触水素化反応を受ける為、消費される水素量を制御することでアルケンを選択的に得ることはパラジウム-活性炭などの一般的な不均一系触媒では困難である。
一方、リンドラー触媒では被毒により触媒作用が減弱している為、アルキンに対する反応性は残存しているものの、アルケンへの水素付加は極めて遅い。したがって、リンドラー触媒を用いて消費される水素量を制御することでアルキンからアルケンを選択的に得ることが可能になる。しかしアルキン選択性を持つわけではないので、ニトロ基などアルキンよりも接触水素化反応への感受性の高い基が存在すれば、そちらも接触水素化反応を受ける。
リンドラー触媒は不均一系触媒を製造する方法に準じて製造される。すなわち塩化パラジウム等を含む水溶液に担体を懸濁させ水素ガス攪拌吸収させて担体上に金属パラジウムを析出させた後、担体が被毒作用を持たなければ、適宜被毒物質を添加して製造する。この際酸成分が残存すると触媒作用が増強されるため、アルカリで処理して酸性分が残存しないようにしたり、反応系中が酸性化しないように考慮する必要もある。あるいは調製済みのリンドラー触媒が多数の試薬メーカーから提供されているので必ずしも用時調製の必要はない。